# Iglesia de Nuestra Señora de la Candelaria (Sotoca)
La iglesia de Nuestra Señora de la Candelaria es un templo católico ubicado en la localidad de Sotoca, comuna de Huara, Región de Tarapacá, Chile. Construida en el siglo xviii, fue declarada monumento nacional de Chile, en la categoría de monumento histórico, mediante el Decreto Supremo n.º 5705, del 3 de agosto de 1953.

## Historia
De estilo barroco andino, fue construida en el siglo xviii en el contexto del proceso de evangelización de la zona andina. En el año 2004 fue restaurada la torre campanario, y luego del terremoto de 2005 tuvo que ser reconstruida.

## Descripción
Con planta de cruz latina, la portada de acceso de la iglesia presenta un arco con sillares y contrafuertes escalonados. La torre campanario se encuentra adosada al templo y consta de tres cuerpos. En el interior cuenta con pinturas murales y un retablo de madera tallada dorada.